# Anthessius nortoni
Anthessius nortoni is een eenoogkreeftjessoort uit de familie van de Anthessiidae. De wetenschappelijke naam van de soort is voor het eerst geldig gepubliceerd in 1960 door Illg.